# Крещение Христа (картина Пьеро делла Франческа)
«Крещение Христа» — картина итальянского художника Пьеро делла Франческа, написанная около 1448—1450 годов. Была приобретена  Лондонской национальной галереей после роспуска монастыря в Сансеполькро.
Триптих, частью которого является картина, предположительно был заказан около 1440 года Камальдолийским монастырём в Сансеполькро. Работа датируется ранним периодом мастера на основании явных взаимосвязей со «светлой живописью» его учителя Доменико Венециано.
На картине изображено крещение Иисуса Христа Иоанном-Крестителем. Композиция картины разделена вертикально по оси, образованной Святым Духом в виде голубя над головой Спасителя, ладонью Иоанна с чашей и самим Христом. Дерево слева от Христа образует второе деление доски в пропорции золотого сечения.
На заднем плане реалистично изображён человек, стоящий в воде и стягивающий одежды через голову. Три ангела слева в различных одеяниях держатся за руки, что является отступлением от традиционной иконографии, согласно которой обычно у них в руках одежды Христа. Возможно, это намёк на Ферраро-Флорентийский собор, проходивший с 1438 по 1445 годы, целью которого было объединение западной и восточной церквей. Этот же символизм можно предположить в персонажах на дальнем плане, одетых на восточный манер. Кроме того, итальянский монах и богослов, генерал ордена камальдулов Амброджо Траверсари был ярым сторонником такого объединения.
Пьеро делла Франческа считался одним из главных авторитетов своего времени в вопросах перспективы и геометрии. Его пристальное внимание к данной теме проявляется, например, в положении руки и ноги Иоанна-Крестителя, образующих по отношению к телу углы одинакового размера.